# 奧克拉荷馬州立大學
奧克拉荷馬州立大學（英語：Oklahoma State University，簡稱Oklahoma State、OK-State或OSU）是一所四年制公立大学，位于奧克拉荷馬州斯蒂尔沃特，是奧克拉荷馬州立大学系统的主校区。该校是男女同校的赠地大学。该校和奧克拉荷馬大学是州內仅有的兩所研究型大學，同属奧克拉荷馬州高等教育系统。
该校於1890年成立由土地拨赠法案成立，前身属奧克拉荷馬农业及机械学院（Oklahoma Agricultural and Mechanical College）。2012年秋季学期，该校注册人数为25,544人（包括静水校区和塔尔萨校区），当年新生人数为4,298人。该校被卡内基教学促进基金会（Carnegie Foundation for the Advancement of Teaching）列为高研究活动的研究性大学。
2011年，奧克拉荷馬州立大学被普林斯顿评论评为120所“西部最佳大学”之一。2010年，被评为50所“最有价值公立大学”之一。奧克拉荷馬州立大学的退伍军人项目是全美最受赞誉的之一。2011年，该校在美国新闻与世界报评选的“最佳公立大学”中排名第66位，在所有美国大学的排名中名列132位。2013年，该校被福布斯评为“最有价值大学”的第23位。
奧克拉荷馬州立大学牛仔队拥有51个全国冠军，在NCAA Division I中名列第四，在12大联盟中名列第一。自1913年开始，每年的秋季学期，学生都会花一部分时间准备“回家”庆祝活动。每年有超过40000名校友及70000名参与者参加到这一活动中。OSU的Homecoming被誉为“全美最好的返校庆祝活动”。

## 历史
1890年12月25日，俄克拉荷馬領地的立法机构最终获得了建立赠地大学的许可，该校被定名为俄克拉何马领地农业与机械学院；法案指定了大学的所在地在佩恩县辖区之内，如此含糊不清的描述导致了该县中各城市之間的竞争，最终由斯蒂尔沃特获胜。1907年，俄克拉何马领地成为美国的一个州，校名中的“领地”也随之去掉了。
第一个班级设立于1894年6月15日，最开始的两年半在当地教堂内上课；第一栋教学楼，后来为人所知的Old Central，于1894年6月15日落成，此楼位于校园的东南角，原先是一片开垦过的草原。1896年，学校为6名男毕业生举办了第一次毕业典礼。第一个图书馆在Old Central内，与英文系共用一个房间。1900年，开始修建William Hall，这是第一栋有电力供应的楼，由于带有角塔状的建筑风格，被称为“草原的城堡”，一直存在到1969年。
在那些最早的建筑物中有一栋是粮仓，当时被用做农业实验中心的一部分，旁边有个大水池用以支持；1922年，粮仓被烧毁了，而水池于1928年和1943年两次扩建，后来成为校园有名的地标Theta Pond。Morill Hall于1906年建成，成为了学校的主楼；1914年遭遇了一場火災，但是外部结构却完好无损，之后内部结构被重新翻新。学校的第一栋女生宿舍于1911年建成，包含厨房、食堂、一些教室，还有女子体育馆。到1919年为止，学校包括了Morrill Hall、工程楼（现在的Gundersen Hall）、女生楼、礼堂、军事体育馆以及发电站。
在第二次世界大战初期，学校被美国海军选为六所电子训练計畫的学校之一。从1942年3月开始，每个月都有一组100人的新生到达学校，每日学习14个小时的电子工程。住宿和就餐位于最新的宿舍楼Cordell Hall，课程和实验位于工程楼；Emory B. Phillips教授是这个项目的教学负责人，加入电子训练計畫需要通过战时最严格的选拔考试「Eddy Test」。在一段时间里，有500名海军学生在該校就学，占了战时全国海军学生的很大一部分；训练活动持续到1945年6月，共培训了约700名学生，包含了后来俄克拉何马州立大学的校长Robert B. Kamm。

## 学院
现在俄克拉何马州立大学共有六个学院：
- 农业科学与自然资源学院（College of Agricultural Sciences and Natural Resources，簡稱CASNR）
- 艺术与科学学院（College of Arts and Sciences，簡稱CAS）
- 教育学院（College of Education，簡稱COE）
- 工程、建筑与技术学院（College of Engineering, Architecture, and Technology，簡稱CEAT）
- 人文科学学院（College of Human Sciences，簡稱HS）
- 斯皮尔斯商学院（Spears School of Business）

六个学院提供接近200个本科主修项目。
俄克拉何马州立大学另设置了荣誉学院，提供给学生更多机会在一个更具挑战性和更多支持的环境下进行学习、研究、交流。
所有学院的研究所项目归于研究所学院管理。

## 图集

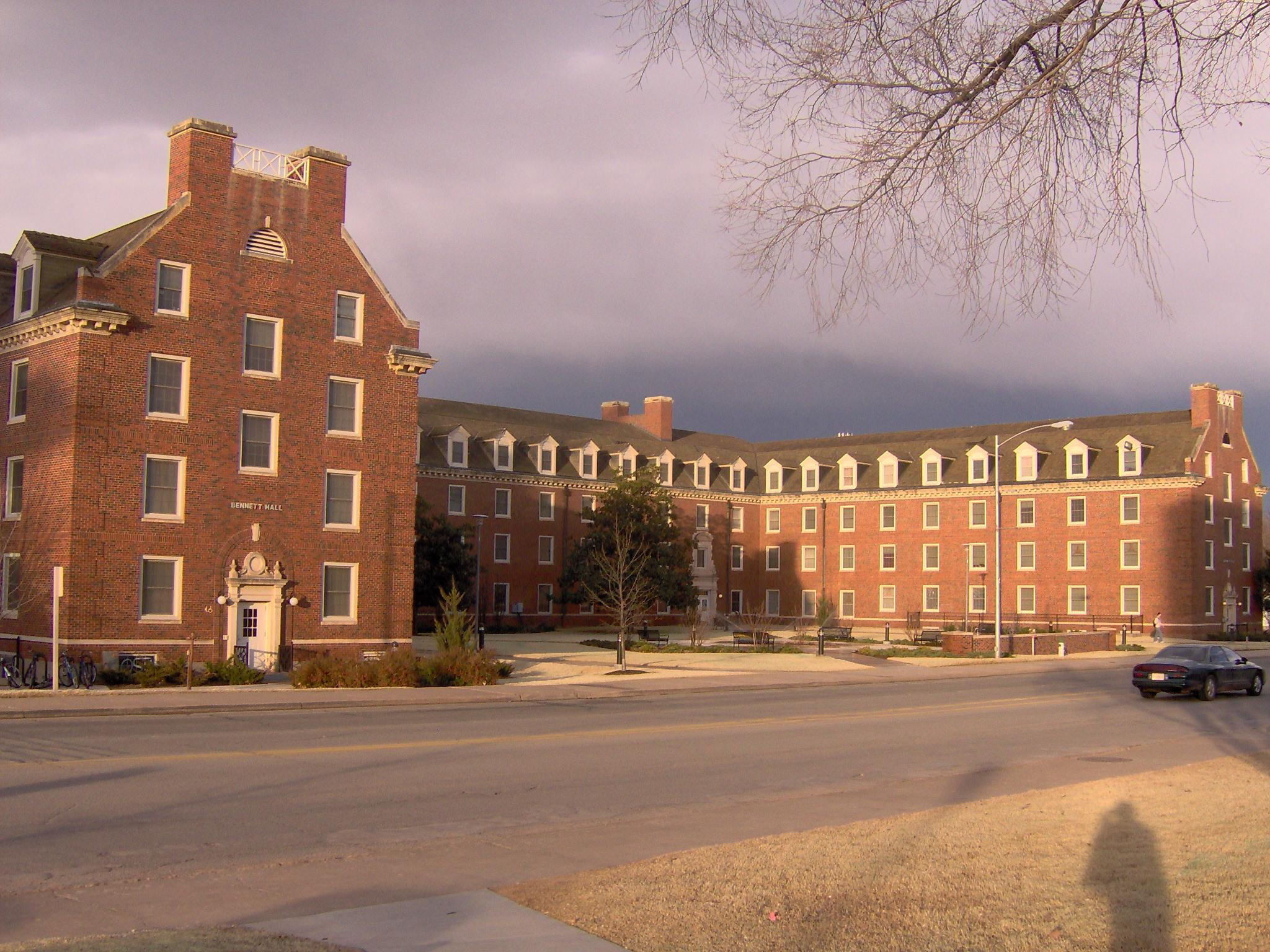
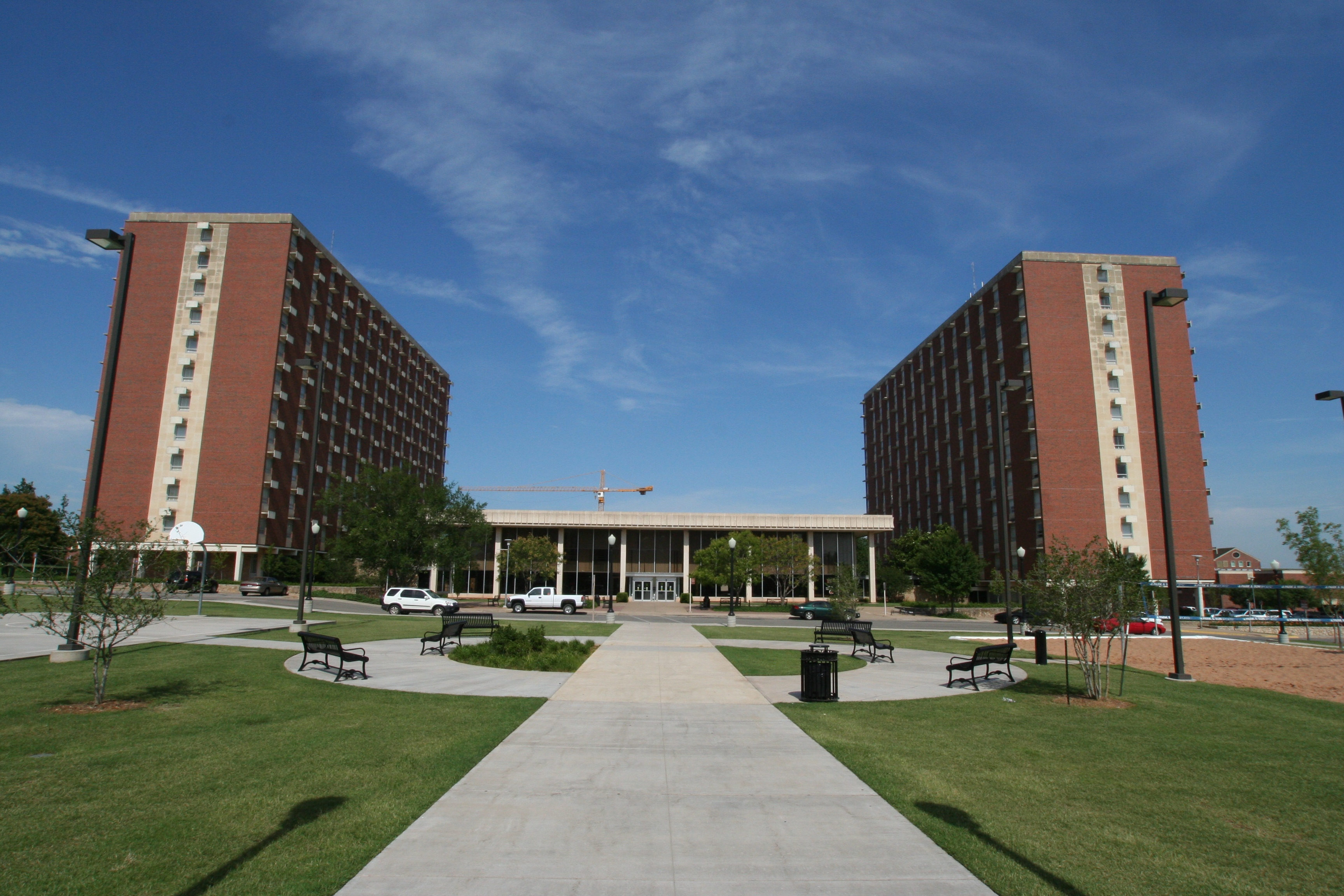
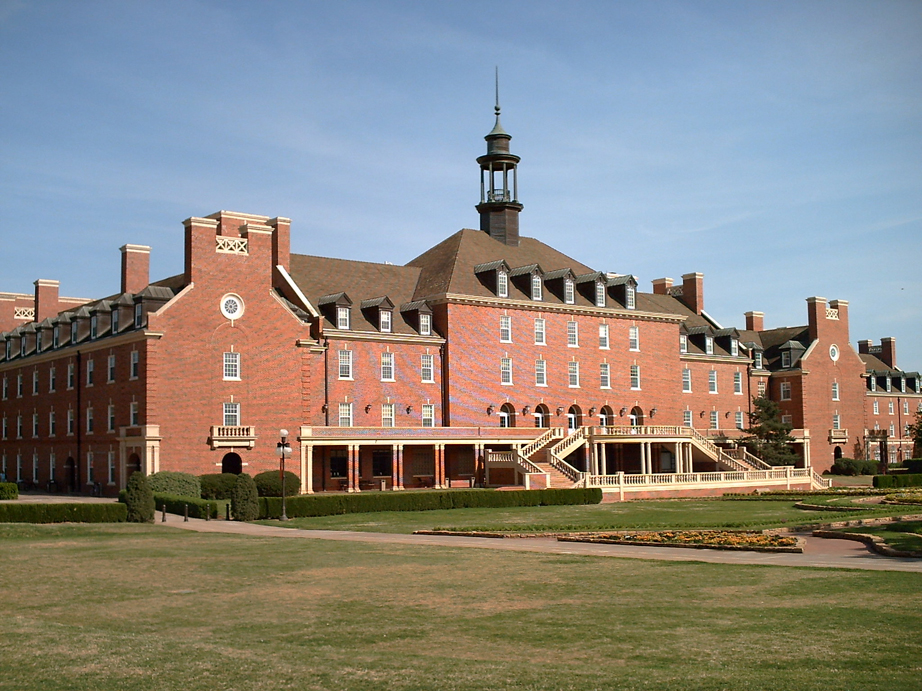
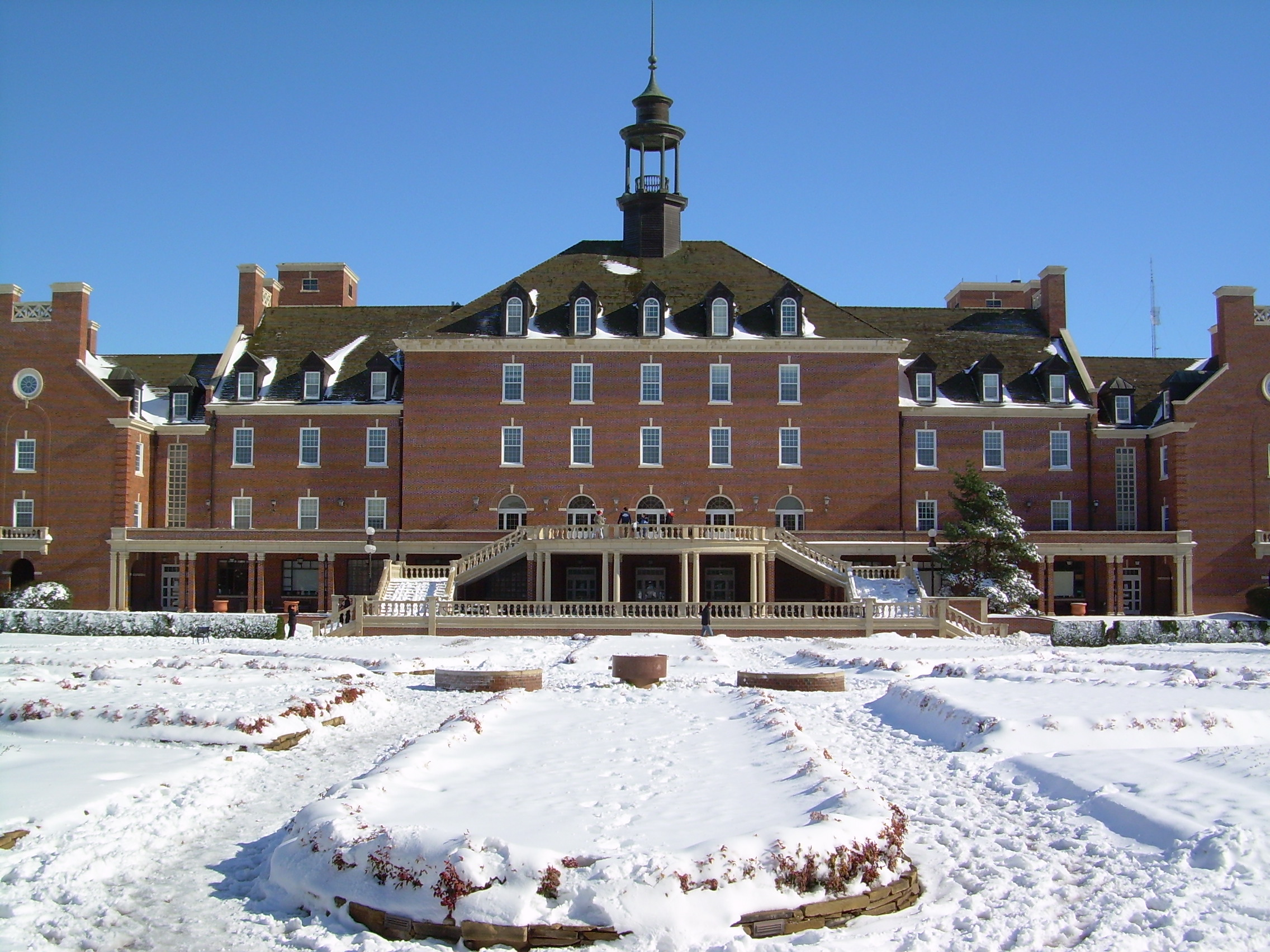
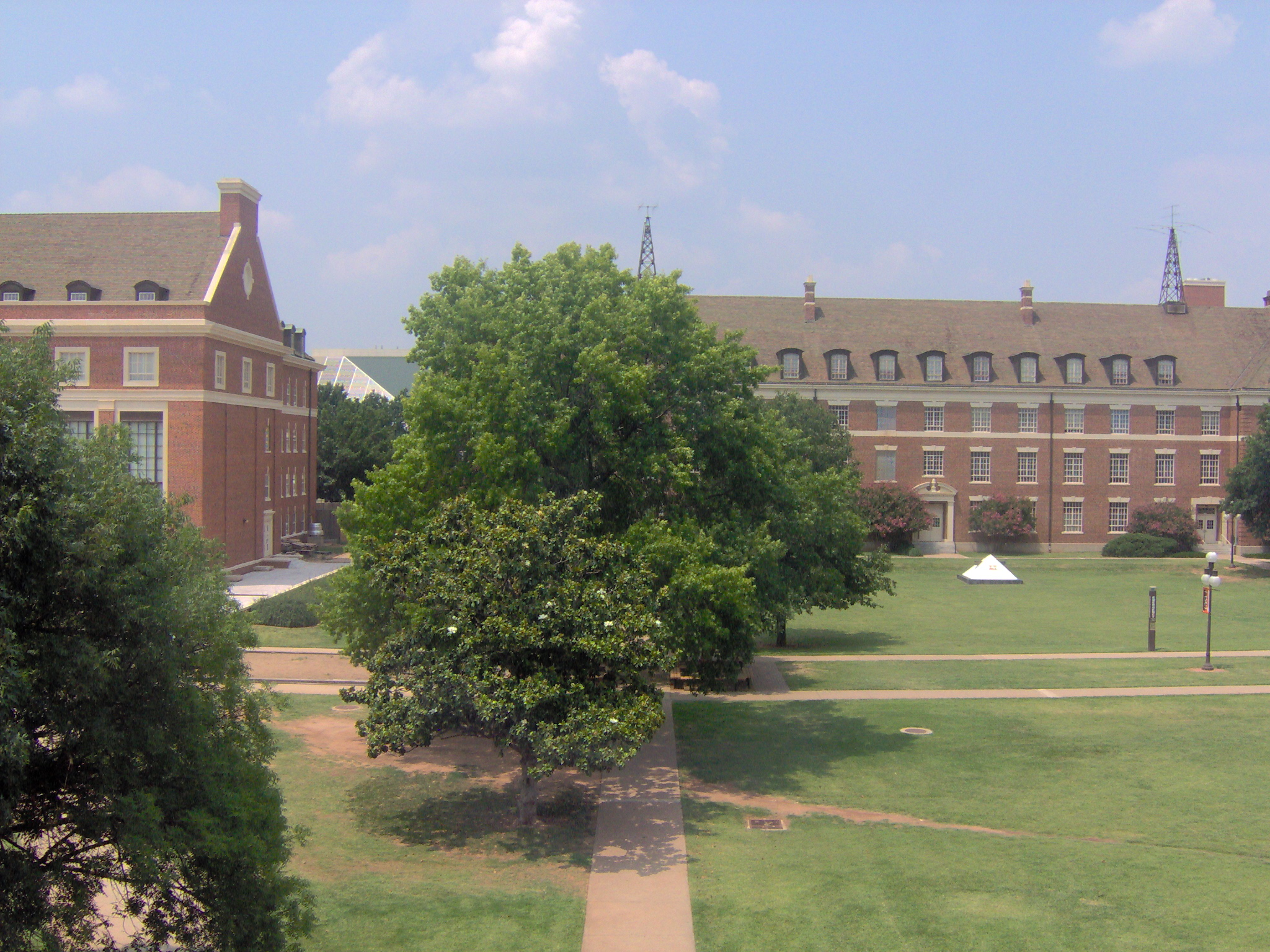

## 人物

### 著名校友
丹尼爾·科米爾，UFC輕重量級冠軍。

## 国际合作
该校已经与西南交通大学、中国农业大学等中国高校签订了2+2合作办学协议。